# ماساتاكا ساكاموتو
ماساتاكا ساكاموتو (باليابانية: 坂本 將貴) (مواليد 24 فبراير 1978)، هو لاعب كرة قدم ياباني سابق كان يلعب كلاعب وسط.

## وصلات خارجية
- ماساتاكا ساكاموتو على موقع رابطة كرة القدم اليابانية للمحترفين (اليابانية)
- ماساتاكا ساكاموتو على موقع قاعدة بيانات كرة القدم.إي يو (الإنجليزية)
- ماساتاكا ساكاموتو على موقع Soccerway.com (الإنجليزية)
- ماساتاكا ساكاموتو على موقع عالم كرة القدم.نت (الإنجليزية)